# لاري جارنر
لاري جارنر (بالإنجليزية: Larry Garner)‏ هو موسيقي وكاتب أغاني أمريكي، ولد في 8 يوليو 1952 في نيو أورلينز في الولايات المتحدة.

## وصلات خارجية
- لاري جارنر على موقع ميوزك برينز (الإنجليزية)
- لاري جارنر على موقع أول ميوزيك (الإنجليزية)
- لاري جارنر على موقع ديسكوغز (الإنجليزية)